# Municipio de Grant (condado de Antelope)
El municipio de Grant (en inglés: Grant Township) es un municipio ubicado en el condado de Antelope en el estado estadounidense de Nebraska. En el año 2010 tenía una población de 67 habitantes y una densidad poblacional de 0,72 personas por km².

## Geografía
El municipio de Grant se encuentra ubicado en las coordenadas 41°57′47″N 97°53′22″O / 41.96306, -97.88944. Según la Oficina del Censo de los Estados Unidos, el municipio tiene una superficie total de 93.16 km², de la cual 93,16 km² corresponden a tierra firme y (0,01 %) 0,01 km² es agua.

## Demografía
Según el censo de 2010, había 67 personas residiendo en el municipio de Grant. La densidad de población era de 0,72 hab./km². De los 67 habitantes, el municipio de Grant estaba compuesto por el 100 % blancos. Del total de la población el 0 % eran hispanos o latinos de cualquier raza.